# 圣叙尔皮斯德朗德
圣叙尔皮斯德朗德（法語：Saint-Sulpice-des-Landes，法語發音：[sɛ̃ sylpis de lɑ̃d]）是法国伊勒-维莱讷省的一个市镇，位于该省南部，属于勒东区。

## 地理
圣叙尔皮斯德朗德（47°46'0"N, 1°37'23"W）面积11.19 平方千米，位于法国布列塔尼大區伊勒-维莱讷省，该省份为法国西北部沿海省份，位于布列塔尼半岛东部，北濒大西洋，西接阿摩尔滨海省和莫尔比昂省，南至大西洋卢瓦尔省，西南端接曼恩-卢瓦尔省，东临马耶讷省，东北与芒什省接壤。
与圣叙尔皮斯德朗德接壤的市镇（或旧市镇、城区）包括：布列塔尼地区班、拉多米讷莱、拉梅地区埃尔塞、吕菲涅、锡永莱米讷。
圣叙尔皮斯德朗德的时区为UTC+01:00、UTC+02:00（夏令时）。

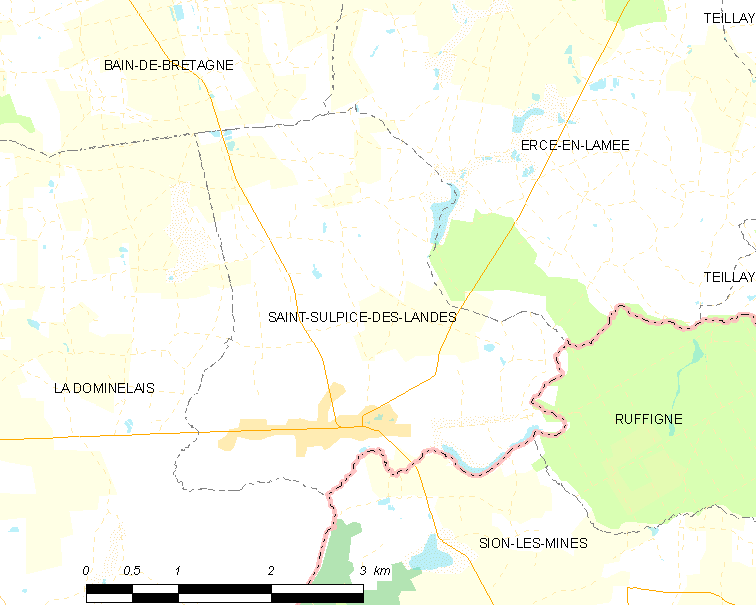
圣叙尔皮斯德朗德的OSM定位图

## 行政
圣叙尔皮斯德朗德的邮政编码为35390，INSEE市镇编码为35316。

## 政治
圣叙尔皮斯德朗德所属的省级选区为布列塔尼地区班县。

## 人口

1962-2008年间圣叙尔皮斯德朗德人口变化图示

圣叙尔皮斯德朗德于2022年1月1日时的人口数量为827人。